# Germán Lizarzaburu Gutiérrez
Justo Germán Lizarzaburu Gutiérrez (Lima, Perú, 28 de mayo de 1930) es un educador, ensayista, cuentista, poeta y periodista peruano.

## Biografía

### Su familia
Fueron sus padres Manuel Lizarzaburu, dedicado a la administración de haciendas en el norte del Perú y Domitila Gutiérrez, distinguida dama descendiente del héroe de la batalla de Huamachuco, el coronel Leoncio Prado Gutiérrez.

### Sus estudios
Hizo sus estudios de educación primaria en la escuela fiscal n.º 417 “República de Colombia” en la cual finalizó en el año 1947 logrando la beca de excelencia para estudiar en el Colegio Guadalupe del cual pertenece a la Promoción 1952.
Ingresa en 1954 a la Pontificia Universidad Católica del Perú para proseguir estudios de Letras. Paralelamente se matricula en la Escuela de Periodismo en la Universidad Nacional Mayor de San Marcos Termina sus estudios superiores como Licenciado en Educación, en la especialidades de Historia y Literatura, en 1963. Realiza estudios de posgrado en Administración Educativa en la Universidad Nacional Federico Villarreal en 1980. Obtiene una beca en 1987, para estudiar Metodología en Francia.

### Docencia
- 1959 inicia su experiencia docente como profesor de Apreciación Musical del Arte Clásico, en el Colegio Guadalupe. Posteriormente asume los cursos de lenguaje y literatura y en el Colegio Particular ‘Miguel de Cervantes”.
- 1965 en la Escuela Militar de Chorrillos y en el Ministerio de Educación del Perú como profesor de cursos de perfeccionamiento magisterial.
- 1967 en la Escuela Nacional de Ballet.
- 1970 en la Escuela de Enfermeras del Seguro Social.
- 1976 en la Universidad Nacional del Callao.
- 1984 en la Escuela Nacional Superior Autónoma de Bellas Artes.

### Seminarios, congresos y convenciones
Su participación en estos eventos han sido numerosos:

## Seminarios
- "Sobre la enseñanza del Lenguaje y la Literatura". Colegio Guadalupe. 1968.
- "Métodos de investigación científica". UNFV. 1973.
- "El sector de la propiedad social en el Perú". Centro Universitario de Economía. 1974.
- "Técnica de modificación de conducta". Centro de Trabajadores de Psicología Científica del Perú. 1975.
- "Planeamiento y realización de tesis en Ciencias Sociales". UNMSM. 1976.
- "Integración Subregional Andina". Instituto Latino Americano de Integración y Desarrollo. 1977.
- "Centros Educativos en Conversión". Ministerio de Educación. 1980.
- "Tecnología Educativa". CEGECOOP "LA UNIÓN". 1987
- "Cultura e identidad Nacional". Asociación Guadalupana. 1990.
- "La Pedagogía Diferencial". Liceo Franco-Peruano. 1992.
- "Seminario Internacional sobre Ayuda Técnica para la Enseñanza". UNFV. 1994.
- "Didáctica en Lengua y Literatura". Editorial Bruño. 1997.
- "Estrategias Metodológicas en Economía". Editorial Bruño. 1997.
- "Dirección de Centros Educativos". Instituto Pedagógico Nacional de Monterrico. 1997.
- "Métodos para enseñar a Redactar". Editorial Santillana. 1997.
- "Análisis de textos poéticos". Editorial Santillana. 1998.
- "Los mapas conceptuales". Editorial Santillana. 1998.
- "Videoteca". Backus y Johnston S.A. 1988.
- "Inteligencia Emocional". Editorial Santillana. 2002.
- "Importancia del Sector Cooperativo en el Contexto de la Economía Social". SERVIPERU. 2008.

## Congresos
- "Congreso Mundial de Educadores". México. 1995.
- "Tercer Congreso Nacional Guadalupano". 1994. (con el cargo de Presidente).
- "Quinto Congreso Nacional Guadalupano". 2006. (con el cargo de Presidente).
- "Sexto Congreso Nacional de Brigadas Caceristas". Ilo. 1999.

## Convenciones
- "Primera Convención Nacional de Autores de Textos Escolares". Lima. 1987.
- "Primera Convención Nacional de Asociaciones de Exalumnos". Lima. 2003.

## Cargos desempeñados
- En el Colegio Guadalupe:
  - Profesor Tutor. 1966
  - Coordinador de Lenguaje y Literatura. 1971.
  - Coordinador Adjunto de Estudios. 1978.
  - Director del Colegio, nombrado por el Ministerio de Educación del Perú. 1986-1987. Cesa a petición personal.

- En la Escuela Nacional Superior Autónoma de Bellas Artes:
  - Director Adjunto. 1988.
  - Asesor Académico. 1989 – 1992. Cesa a petición personal.

- En el Colegio Particular Franco-Peruano.
  - Coordinador de Asignatura. 1985.

- En la Escuela Nacional de Ballet.
  - Director de Estudios. 1970.

## Conferencias
Ha dictado conferencias sobre temas históricos y literarios.
- 1975. En el NEC 05 de Magdalena del Mar.
- 2000. En la Orden de la Legión Cáceres.
- 2000. En el Centro Cultural de la Universidad Nacional Mayor de San Marcos, a propósito del libro “Huellas de Bellas Artes” del autor José Huerto Wong.

## Distinciones y reconocimientos
- Por su destacada labor docente fue distinguido con la Condecoración Palmas Magisteriales, en el grado de Educador, otorgado por el Ministerio de Educación del Perú en 1993.

- Nombrado Padrino Honorífico de los egresados de la promoción XXXIV del Colegio Franco-Peruano “Les Fleurs du Mal” en 1993.

- La condecoración La Medalla de la Orden, en el grado de Caballero, por sus valiosos servicios, otorgada por la Orden de la Legión Mariscal Cáceres, marzo de 2000.

- Por su gran espíritu de confraternidad guadalupana , fue distinguido con La Medalla de la Fraternidad Guadalupana otorgada por la Asociación Guadalupana,en 2004.

- Por su participación comunitaria fue distinguido por la Municipalidad de Lima y el Concejo Distrital de Breña, en 1965.

- La Filial Guadalupana en Estados Unidos de América lo honra como Miembro Vitalicio e Ilustre Guadalupano, en 2008.

- Por su enseñanza de los valores morales: amor a la patria, a su alma mater  Colegio Guadalupe. Asimismo por su incansable lucha por los intereses del Colegio, por su profunda e inconmensurable dedicación a la preparación para el futuro de sus alumnos y fomentar la unidad por la Hermandad Guadalupana. Por ser el ícono de la promociones posteriores a su inicio como profesor en el Colegio Nacional de Nuestra Señora de Guadalupe la Promoción de 1987 (G-87) lo nombró Epónimo de su vigésimo quinto aniversario promocional, como reconocimiento a su larga trayectoria docente y ser el símbolo viviente más representativo de Primer Colegio Nacional de Nuestra Señora de Guadalupe. La Promoción G-87, en una actuación especial,  le rindió un ferviente y caluroso homenaje obsequiándole un retrato pintado al óleo, obra de su exalumno Jaime Pezúa de la Promoción G-76.

## Sus obras literarias

### Ensayos
- "El Paisaje en la Obra de Enrique López Albújar". 1958
- "Apuntes para un diccionario de Guadalupanos Ilustres". 1959
- "Pedro Coronado Arrascue, el Amauta" 1960.
- "Las Discotecas Escolares" 1965. Tesis para graduarse en Educación.
- "La Literatura Infantil". 1969.

### Cuentos
Estos son inéditos y corresponden al período 1970-1971:
- "A la luz del convento".
- "El aviso luminoso".
- "La pizarra".
- "El Mensajero del Arte".
- "El hombre que pesaba su alma".

### Poesías
- "Versos del alba". 1960.
- "Hay tierra en el hombre". 1965.
- "Oda pindárica a José Gálvez Barrenechea". 1970.
- "Dimensión del Espacio". 1990.

## Labor periodística
Su inclinación hacia el periodismo lo lleva a fundar la Revista Universitaria "La Pluma" en 1958.
Tuvo el cargo de Director de la revista "El Guadalupano" que figuraba con el nombre de Suplemento Estudiantil, revista del Colegio Guadalupe en 1952.
También con el cargo de Director de "Antorcha Guadalupana", revista de la Asociación Guadalupana], desde 1992 hasta 1995.
Como Jefe de Redacción de la Revista Guadalupanidad del Centro de Estudios Históricos Guadalupanos desde 1958 hasta 1970.
El Profesor Lizarzaburu enseñaba en el Colegio Particular "Santo Tomás de Aquino de los Jardines", en el Distrito de San Martín de Porres como profesor de Lengua a pesar de ya haberse jubilado del magisterio peruano.
Pero él siempre dice: ".…Mientras Dios me dé vida y salud, seguiré con la enseñanza, para colaborar en la educación y formación de la juventud peruana".
El profesor LIZARZABURU en la actualidad, ya no enseña en ningún colegio